# Platirrinos
Platyrrhini ou platirrinos são o clado de primatas que inclui os macacos do Novo Mundo, ou seja, do continente americano. Distribuem-se por todas as Américas do Sul e Central e em algumas regiões do México. Não possuem rinário e suas narinas são distantes entre si e voltadas para os lados que os diferem dos seus parentes próximos, os Catarrhini, que apresentam as narinas orientadas para baixo. Possuem  dentição com três pré-molares (em cada hemi-mandibula), diferente dos macacos do Velho Mundo, que apresentam apenas dois pré-molares. Nas espécies de maior porte, a cauda tende a ser preênsil. Possuem uma diversidade de 21 gêneros e cerca 204 espécies e subespécies.

## Características

### Morfologia e características gerais
Os primatas do Novo Mundo são de pequeno-médio porte, variando do sagui pigmeu (o menor primata do mundo) com 14-16 cm e com peso de 120-190 g, até o muriqui do sul, com 55-70 cm e com peso de 12-15 kg. A diferença fenotípica mais utilizada para separar os primatas do Novo Mundo dos primatas do Velho Mundo é a posição das narinas, que nos primeiros é posicionada para os lados, enquanto que nos últimos  são posicionadas para baixo. Essa característica, no entanto é um caráter primitivo dentre os primatas simiiformes, também compartilhado pelos Tarsiiformes. A única característica exclusiva de Platyrrhini entre os primatas é o osso jugal (ou zigomático) e parietal estarem em contato no crânio.
Além disso, os primatas do Novo Mundo são os únicos que possuem representantes com cauda preênsil, diferentemente da cauda não preênsil e geralmente curta dos primatas do Velho Mundo. A cauda também evoluiu com o aumento da massa corporal. De uma cauda para balançar e sustentar nos menores Platyrrhini, até uma cauda preênsil para agarrar, nos representantes maiores. Dentro desses primatas de cauda preênsil, a especialização é menor nos caiararas (gênero Cebus, de menor tamanho dentro do grupo) e maior em bugios e membros da subfamília Atelinae, os maiores do grupo. Uma nova função da cauda confere agilidade, balanço e segurança no suporte e na locomoção arborícola. Outras funções especiais da cauda evoluíram ao mesmo tempo de forma independente do aumento da massa corpórea.
Os primatas desenvolveram capacidades sensoriais que os permitem sobreviver muito bem em diversos hábitats. O sentido de tato dos macacos do Novo Mundo têm sido relacionado tanto com interações sociais quanto por escolha de alimentos. A maioria deles não possui polegar oponível (exceto os macacos-pregos, gênero Sapajus). Este grupo (exceto os bugios) não possui a visão tricromática (três cones de cor) dos macacos do Velho Mundo. Na maioria dos primatas do Novo Mundo, a visão colorida baseia-se em um único gene no cromossomo X e outro gene autossômico, para produzir pigmentos que absorvem a luz de comprimentos de onda médio e longo, o que contrasta com a luz de comprimentos de onda curtos. Como resultado, os machos dependem de um único gene no cromossomo X de pigmentos médios/longos e são dicromáticos, assim como as fêmeas homozigotas. Fêmeas heterozigotas podem possuir dois alelos com sensibilidades diferentes dentro dessa faixa, podendo apresentar visão tri-cromática. Para os primatas, as vantagens de alta acuidade da visão tri-cromática ainda são incertas. Dentre as possíveis vantagens estão a melhor detecção de alimentos contra um fundo de folhagem madura, frutas maduras, folhas jovens ou ambos. Recentemente, constatou-se que os uacaris possuem um alto polimorfismo no gene relacionado à visão colorida no cromossomo X, com até seis alelos diferentes descritos.
Primatas platirrinos podem formar casais monogâmicos (saguis, sauás, macacos-da-noite), apresentar um sistema poliândrico (saguis), haréns (bugios) ou grupos com vários machos e fêmeas que acasalam entre si (macacos-aranha). Em geral apresentam um forte cuidado parental aos jovens. Podem apresentar grande dimorfismo sexual, com diferenças no tamanho corpóreo entre machos e fêmeas, diferenças no comprimento dos caninos e, mais raramente, dicromatismo sexual.

### Nutrição e Dentição
Os primatas do novo mundo são onívoros, com uma dieta variada podendo conter frutas, nozes, insetos, flores, ovos de aves, aranhas e pequenos mamíferos.[carece de fontes?]
Diferem dos primatas do Velho Mundo também em relação a dentição. Primatas do novo mundo possuem doze pré-molares ao invés de oito; tendo uma fórmula dental de 2 incisivos, 1 canino, 3 pré-molares e 3 molares ou 2 incisivos, 1 canino, 3 pré-molares e 2 ou 3 molares em cada hemi-mandíbula. É possível contrastar esta fórmula dentária com os primatas Antropóides do Velho Mundo (que inclui os gorilas, chimpanzés, bonobos, gibões, orangotangos, e a maioria dos humanos) que compartilham uma fórmula dental de 2 incisivos, 1 canino, 2 pré-molares e 3 molares.[carece de fontes?]
A evolução dos hábitos alimentares e dos molares é correlacionada com o aumento da massa corporal e corresponde a necessidade de alimentos mais volumosos e de diferentes tipos.[carece de fontes?]

## Taxonomia e classificação

### Taxonomia
A parvordem Platyrrhini É. Geoffroy, 1812 inclui somente os táxons de primatas do Novo Mundo. Juntamente com Catarrhini, compõe Simiiformes (também chamada de Anthropoidea), uma das duas infraordens da subordem Haplorrhini, que abrange a maior parte das espécies da Primates.
Platyrrhini é composta por 21 gêneros viventes, dentro dos quais são reconhecidas em torno de 152 espécies, ou 204 espécies e subespécies, além de cerca de 25 gêneros fósseis. Esses gêneros distribuem-se em três famílias, Cebidae, Atelidae e Pitheciidae, entretanto, há propostas que consideram a divisão de Platyrrhini quatro ou cinco famílias, incluindo as famílias Aotidae (separada de Pitheciidae) e Callithrichidae (separada de Cebidae), respectivamente.
O número de gêneros viventes que compõem Platyrrhini sofreu algumas importantes alterações nas últimas décadas (Garbino 2015). Classicamente eram reconhecidos 16 gêneros de primatas platirrinos: Alouatta, Aotus, Ateles, Brachyteles, Cacajao. Callicebus, Callimico, Callithrix, Cebuella, Cebus, Chiropotes, Lagothrix, Leonthopitecus, Pithecia, Saguinus e Saimiri (Hershkovitz 1977). Atualmente são também reconhecidos os gêneros Callibella e Mico, anteriormente parte do gênero Callithrix; o gênero Leontocebus, incluído anteriormente em Saguinus;o gênero Oreonax, previamente incluso em Lagothrix; e o gênero Sapajus, que fazia parte do gênero Cebus.
A seguinte lista resume os clados viventes atualmente incluídos em Platyrrhini até o nível de gênero, segundo a classificação proposta por Rosenberger, e seu posicionamento dentro da ordem Primates:
- Subordem Strepsirrhini: lêmures ,galagos e lorisídeos.
  - Subordem Haplorrhini: társios, macacos e humanos
    - Infraordem Tarsiiformes:társios
    - Infraordem Simiiformes
      - Parvordem Catarrhini: macacos do velho Mundo (incluindo o Homem)
      - Parvordem Platyrrhini
        - Família Atelidae
          - Subfamília Atelinae
            - Tribo Alouattini
              - Gênero Alouatta bugios, barbudos
              - Gênero Brachyteles muriquis, mono-carvoeiros

            - Tribo Atelini
              - Gênero Ateles macacos-aranha
              - Gênero Lagothrix macacos-barrigudos
              - Gênero Oreonax  macaco-barrigudo de  cauda amarela

        - Família Cebidae
          - Subfamília Aotinae
            - Gênero Aotus macaco-da-noite

          - Subfamília Cebinae
            - Gênero Cebus  caiararas
            - Gênero Sapajus macacos-prego
            - Gênero Saimiri macacos-de-cheiro

          - Subfamília Callitrichinae
            - Tribo Callithrichini
              - Gênero Callithrix saguis-de-tufo, saguis-da-serra
              - Gênero Mico saguis
              - Gênero Leontopithecus micos-leão
              - Gênero Callibella sagui-anão
              - Gênero Cebuella sagui-leãozinho 

            - Tribo Callimiconini
              - Gênero Callimico mico-de-goeldi

            - Tribo Saguinini
              - Gênero Saguinus sagui, soim
              - Gênero Leontocebus sagui, soim

        - Família Pitheciidae
          - Subfamília Pitheciinae
            - Gênero Pithecia parauaçus
            - Gênero Chiropotes cuxiús
            - Gênero Cacajao uacaris

          - Subfamília Callicebinae
            - Gênero Callicebus sauás e guigós

### Propostas filogenéticas
Dentro da filogenia geral de primatas, os macacos do Novo Mundo aparecem mais relacionados ao grupo dos Catarrhini, ou macacos do Velho Mundo, no qual estão inclusos os macacos africanos e asiáticos, por exemplo, os babuínos, mandris e colobos, e os primatas de grande porte: orangotangos, gorilas, chimpanzés e humanos. Esses dois grupos, acrescidos dos társios, compõem os chamados primatas Haplorrhini (nariz simples), e esse posicionamento é sugerido tanto por características morfológicas de tecidos moles, como a perda de um rhinarium (focinho úmido, similar aos dos cães) especializado, informações morfológicas de crânio, dentição e esqueleto, incluindo a análise de material fóssil, e diversos marcadores moleculares.
As propostas mais recentes acerca do relacionamento entre os gêneros de Platyrrhini, baseada tantos em dados morfológicos quanto moleculares, dividem o gêneros em três grandes grupos: o primeiro, que corresponde à família Cebidae, está divido em dois pequenos grupos que incluem em um os gêneros Cebus + Saimiri como grupo irmão de Aotus e no outro Callithrix + Cebuella como grupo irmão de Callimico e estes gêneros acrescidos de Leontopithecus como grupo irmão de Saguinus.[carece de fontes?]
O segundo grande clado, grupo irmão de Cebidae, corresponde à família Atelidae e inclui Brachyteles + Lagothrix como grupo irmão de Ateles e estes como grupo irmão de Alouatta; e o terceiro, grupo irmão dos dois anteriores, corresponde à família Pitheciidae e reúne os gêneros Cacajao e Chiropotes como grupos-irmãos, e ambos junto a Pithecia formam o grupo irmão de Callicebus.

## História evolutiva e biogeografia
Segundo estimativas com base em relógios moleculares e estudos baseados em registros fósseis, a divergência entre Platyrrhini e Catarrhini provavelmente aconteceu acerca de 35-40 milhões de anos atrás, período correspondente ao Eoceno Tardio. O entendimento da divergência entre esses dois grupos bem como a época de tal acontecimento é fundamental para levantamento de dados paleogeográficos, paleoclimáticos e outros mais necessários para a proposição de uma hipótese biogeográfica robusta acerca da colonização da América do Sul pelos Platyrrhini. Vale ressaltar que a continente sul americano, após sua separação do Gondwana (Cretáceo Superior), foi uma enorme ilha continente sem nenhuma ligação terrestre com os demais continentes por pelo menos 60 milhões de anos, finalmente se unindo a América do Norte via América central no Plioceno.
O registro fóssil de primatas para a América do Sul é relativamente escasso - especialmente quando em comparação com outros mamíferos.  Os gêneros Branisella e Szalatavus do Oligoceno foram descritos e classificados dentro de Ceboidea, porém trazem poucas informações sobre a origem de Platyrrhini por consistirem em grande parte  de  material dentário e terem seu local de origem incerto. Fósseis do Paleoceno são encontrados principalmente na Europa e na Ásia, com um bom fóssil registro de primatas do Eoceno na África. Estudos biogeográficos sugerem que além da distância considerável que isolavam a África da América do Sul, o mar de Tétis exercia um papel eficaz como uma barreira de migração entre a África  e a Europa. Um estudo apresentado em 2015, e baseado em análise de fósseis da espécie extinta Perupithecus ucayalensis encontrada na Bacia do rio Amazonas, e datada de 36 milhões de anos, mostrou semelhanças excepcionais com os fósseis da espécie africana Talahpithecus parvus, encontrada no território onde hoje é a Líbia. De acordo com a pesquisa, as comparações de crânio, dentes e outras partes encontrados na espécie Perupithecus ucayalensis não apresentavam muitas semelhanças com os dos primatas sul-americanos (extintos ou não), mas com os africanos da época do período Eoceno (segunda época da era Cenozoica, entre cerca de 55 milhões de anos e 36 milhões de anos atrás); o que pode indicar alguma relação entre ambos, e sugerir de algum modo uma hipotética "jornada intercontinental" através de migração oceânica. Ainda assim, mais estudos estão sendo conduzidos, de modo que a origem dos Macacos do Novo Mundo ainda continua sendo um mistério.[carece de fontes?]
Com relação à colonização da América do Sul pelos Platyrrhini existem três cenários prováveis:
- Dispersão da América do Norte para a América do sul: tal hipótese foi inicialmente proposta por Simpson[25] corroborando a ideia do grande intercambio faunístico entre os dois continentes. Existem hipóteses que sugerem que os proto-Platyrrhini poderiam ter uma origem tanto norte americana quanto asiática.[26][27] Este tipo de dispersão tem suporte embasado em dados geofísicos sendo que a barreira formada pelo mar entre a América do Norte e do Sul é menor que quando comparado com o da África, e, além disso, apresenta o arco de Ilhas Caribenhas que podem ter sido um facilitador desse intercambio.[28]

- Dispersão da Antártica para a América do Sul: esse cenário propõem eventos dispersivos dos proto- Platyrrhini da África, da África via Ásia e Austrália ou da Ásia via Austrália e Antártica até a América do Sul.[29] No entanto, essa hipótese é bastante complicada devido a ausência até então de registro fóssil na Antártica e Austrália e a presença de barreiras marinhas, visto que o canal de Drake se abriu durante o Oligoceno[30][31] e a Antártica já não tinha nenhuma ligação terrestre direta com a África e Índia desde o Cretáceo.[32]

- Dispersão da Ásia ou África para América do Sul: a hipótese mais aceita é a dispersão direta via oceano Atlântico, entre os primatas da África alcançaram a América do Sul, indicaria uma divergência africana entre as linhagens que originaram os Platyrrhini e os Catarrhini.[23][29] Neste cenário os primeiros antropóides teria se diferenciado dos ancestrais Omomyidae durante o Eoceno médio a tardio e habitaram a África até originarem os platyrrhines- ancestrais que se dispersariam para a América do Sul via “balsas flutuantes” ou por “salto de ilhas"[29]

Kiesling e colaboradores comentam sobre a possibilidade de uma dispersão por meio de “balsas flutuantes através do Oceano Pacífico, entre Ásia e América do Sul".  A favor desta hipótese estaria a origem asiática dos macacos antropóides juntamente com existência de fósseis sul americanos relativamente antigos na porção oeste do continente.  Contudo , entre as evidências contra estaria a ausência de fósseis de platyrrhines basais na Ásia, encontrados nos afloramentos egípcios de Fayum, bem como a grande distância a ser percorrida via oceano Pacífico.[carece de fontes?]
Outro interessante fato relacionado à colonização da América do Sul pelos platirrinos é que tal evento parece estar diretamente relacionado com a colonização da mesma pelos roedores caviomorfos. E estes, ao chegarem a América do Sul, teriam excluído competitivamente a fauna endêmica da região. Existem duas hipóteses sobre a diversificação das espécies de primatas do novo mundo pós a conquista do continente Sul Americano. Tal diversificação pode ter sido resultado de um único e continuo evento adaptativo das espécies ou de um conjunto de eventos, já que as diferentes espécies ocupam nichos diferentes. Dentre os fatores importantes  para a diversificação das espécies de primatas do novo mundo estão as grandes mudanças ocorridas nas bacias hidrográficas da Amazônia.

## Interações com o Ambiente e com seres humanos

### Relevância Ecológica
Por serem majoritariamente onívoros, os primatas do Novo Mundo tem importante papel ecológico, interagindo com diversos grupos de animais e plantas. Atuando muitas vezes na predação, desde invertebrados terrestres, como insetos, até ovos de aves, os primatas neotropicais podem atuar como um fator de controle relevante na população de algumas dessas presas. Além disso, os primatas neotropicais são presas para diversas espécies de aves de rapina e felinos de médio a grande porte.[carece de fontes?]
Um dos principais papéis ecológicos dos Platyrrhini é o de dispersores de sementes. Eles são apontados como os principais dispersores de sementes em florestas tropicais devido ao grande volume corporal e o grande deslocamento por eles realizado. Dentre as espécies com maior variedade de frugivoria estão o Mico-leão-da-cara-dourada (Leontopithecus chrysomelas) atuando na dispersão de 152 espécies de plantas e o Muriqui-do-sul (Brachyteles arachnoides) dispersor de 86 diferentes espécies.
Os papéis ecológicos realizados pelos primatas do Novo Mundo e principalmente sua importante atuação como dispersores de sementes fazem com que a extinção local desses primatas seja apontada como uma das principais ameaças para a manutenção da biodiversidade em florestas neotropicais.

### Estado de conservação
Segundo a Red List da IUCN de 2008, 21 espécies de primatas neotropicais estão em perigo crítico de extinção. Sete dessas espécies são encontradas no Brasil, país que contém o maior número de espécies de Platyrrhini ameaçados de extinção. Cinco espécies de primatas do Novo Mundo estão dentre os 25 primatas em maior risco de extinção no mundo, em uma nova lista divulgada pela IUCN analisando os anos de 2012 a 2014. São elas: Ateles hibridus, que ocorre na Colômbia e Venezuela; Ateles fuscicepes fuscicepes, com ocorrência no Equador; Cebus kaapori e Alouatta guariba guariba, que ocorrem no Brasil; e Callicebus oenanthe, com ocorrência no Peru. As espécies ameaçadas possuem áreas de distribuição extremamente restritas, e a crescente perda de seu habitat natural é a sua principal ameaça. O desmatamento nas áreas de ocorrência dessas espécies é impulsionado principalmente por expansão urbana, expansão agropecuária.[carece de fontes?]
Além da grande ameaça do desmatamento, os primatas do novo mundo sofrem com a caça ilegal e o tráfico de animais. A venda ilegal de primatas é motivada principalmente para uso em pesquisas biomédicas ou para o uso como animal de estimação. As exportações de primatas neotropicais começaram na década de 40, e com o desenvolvimento da biotecnologia, em meados da década de 1960, eram exportados, principalmente para os Estados Unidos, cerca de 30 mil macacos só da região amazônica por ano, para atender às pesquisas biomédicas. Considerando esses números, estima-se que em apenas uma década foram retirados mais de meio milhão de primatas só dessa região.
Dentre as principais espécies de primatas comercializadas, 20% delas são primatas do Novo Mundo. Metade destas são representantes da Família Cebidae e a outra metade representantes da Família Callitrichidae. Entre os animais comercializados do Novo Mundo, 95% são espécies que ocorrem no Brasil. As principais espécies usadas para pesquisas biomédicas no final dos anos 70 e início dos 80 incluíam os micos-de-cheiro (Saimiri sp), macacos-da-noite (Aotus sp.), macacos-prego (Cebus sp.), micos (Callithrix sp. e Saguinus sp.) e o sagüi-de-tufo-branco (Callithrix jacchus). Com exceção do sagüi-de-tufo-branco, todas as espécies acima são obtidas quase que exclusivamente na natureza.
O comércio de primatas decresceu significativamente devido ao maior controle e restrição ao comércio por parte dos países exportadores, e pelo controle sanitário dos países importadores. Enquanto isso, o desmatamento continua sendo a principal causa da perda de biodiversidade de primatas neotropicais.

### Espécies invasoras
Existem casos de espécies invasoras de primatas neotropicais, como é o caso do mico-estrela (Callithrix penicillata), reconhecida como invasora em diversos ecossistemas da Mata Atlântica. Por seu hábito onívoro e fácil adaptação a novos habitats, essa espécie ocupa nichos ecológicos das duas espécies de saguis ameaçadas desse bioma, o sagui-da-serra-escuro (Callithrix aurita) e o sagui-da-serra (Callithrix flaviceps), gerando competição com as mesmas e eventualmente contribuindo para a redução de suas populações. Não apenas outros saguis são afetados pela sobreposição de nichos, esse fenômeno é especialmente prejudicial para espécies mais raras, como o mico-leão-dourado (Leontopithecus rosalia).[carece de fontes?]
Além de frutas e insetos, o mico-estrela também se alimenta de ovos de pássaros. Sua predação de ninhos é bem documentada e pode ser um fator de influência na redução de populações de aves nativas, considerando que a Mata Atlântica apresenta o maior índice de aves endêmicas da América do Sul.[carece de fontes?]
Além disso, já foram registrados casos de hibridização do mico-estrela com os saguis da Mata Atlântica, gerando até mesmo indivíduos férteis. Esse fenômeno, associado à grande taxa de reprodução dessa espécie invasora, pode representar um grande risco à biodiversidade.[carece de fontes?]
Apesar de representar um grande desequilíbrio ecológico, podendo gerar perdas irreversíveis à biodiversidade, poucas iniciativas de controle populacional dos indivíduos de mico-estrela foram propostas. O processo de remoção ou erradicação, para diminuir o número de indivíduos, apresenta dificuldades no aspecto prático e também levanta questões éticas. Também são conhecidos poucos estudos que busquem melhores soluções para o caso.

### Interação com seres humanos
A expansão urbana próxima à áreas florestais faz com que o homem entre em contato com diversas espécies de animais silvestres. Em geral, primatas generalistas, como os saguis (gênero Callithrix), rapidamente conseguem colonizar áreas de mata degradada, próximas a residências. Algumas espécies, como a espécie invasora Callithrix penicillata, são facilmente encontradas em áreas urbanas inseridas no bioma da Mata Atlântica, e muitas vezes alimentadas por moradores ou visitantes do local.[carece de fontes?]
Os Platyrrhini, por serem evolutivamente próximos aos seres humanos, são importantes reservatórios de doenças transmissíveis para o homem. Saguis, por exemplo, estão entre os principais reservatórios do vírus da raiva na região neotropical. Além disso, podem ser transmissores de Herpes B, Varíola dos macacos, resfriado, poliomielite, sarampo, febre amarela, dengue, dentre outros.